# Le Pont de Villeneuve-la-Garenne
Le Pont de Villeneuve-la-Garenne (Daulte 37) est un tableau réalisé en été 1872 par le peintre impressionniste Alfred Sisley, actuellement conservé au Metropolitan Museum of Art (Met) à New York. 

## Contexte
Petit village en bord de Seine, Villeneuve-la-Garenne est situé en amont d'Argenteuil du côté opposé à l'île Saint-Denis. Il constituait un simple port fluvial à Gennevilliers, alors une presqu'île localisée entre deux boucles de la Seine. Le pont suspendu en fonte et en pierre est ouvert en 1844 dans le but d'établir un lien routier entre Gennevilliers, Saint-Denis (via l'île Saint-Denis ) et Paris.
En outre, la gare de Saint-Denis ouvre en 1846, contribuant à attirer les Parisiens dans la région. 
En 1872, Alfred Sisley rejoint Claude Monet, installé à Argenteuil depuis son retour de Hollande en décembre 1871. En 1872, Sisley réalise trois campagnes de peinture à Argenteuil et à Villeneuve-la-Garenne 
Alfred Sisley fait une exploration exhaustive de Villeneuve-la-Garenne, du lien créé par la route de son pont vers Paris, des  berges de la Seine, des chemins vers l'île Saint-Denis, et de son rôle de port de pêche qui débouche sur un ensemble de toiles peintes au printemps et en été 1872.
Au printemps, il réalise trois toiles : Le Pont à Villeneuve-la-Garenne (Daulte 38, Fogg Art Museum) figurant le même pont d'un point de vue plus éloigné ; Pêcheurs étendant leurs filets et une vue de l'île Saint-Denis (Daulte 47, musée d'Orsay, Paris (appartenant au « Triptyque May »). En été, il en réalise trois autres : Villeneuve-la-Garenne, La Route de Gennevilliers  (Daulte 36, collection particulière ) et la toile décrite ici. 

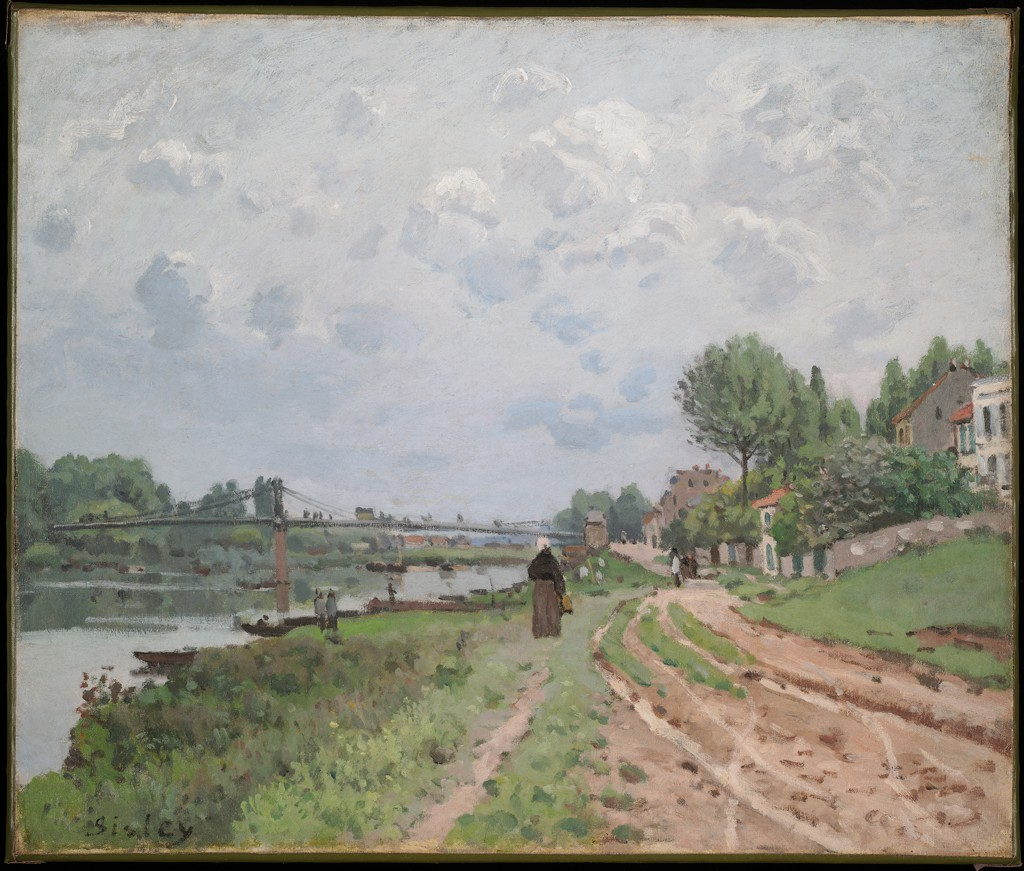
Le Pont à Villeneuve-la-Garenne par Alfred Sisley, 1872, Fogg Art Museum
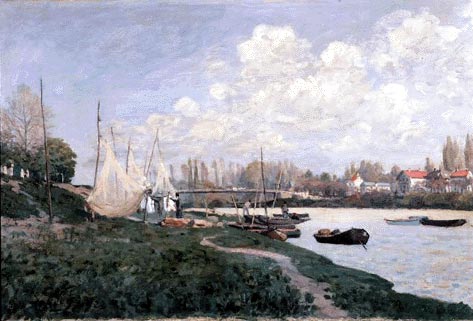
Pêcheurs étendant leurs filets  par Alfred Sisley, 1872, musée d'art Kimbell
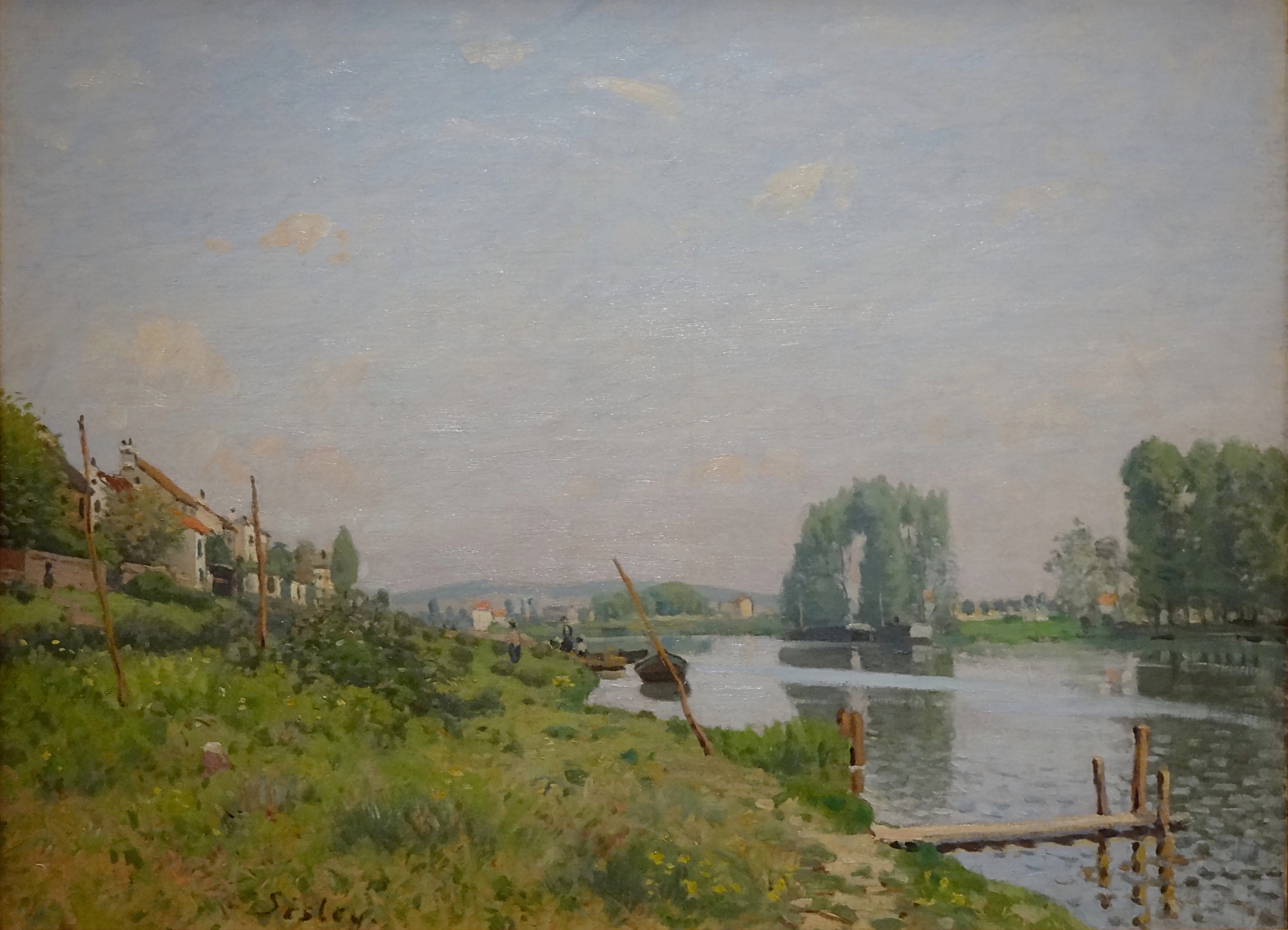
L'île Saint-Denis par Alfred Sisley, 1872, musée d'Orsay
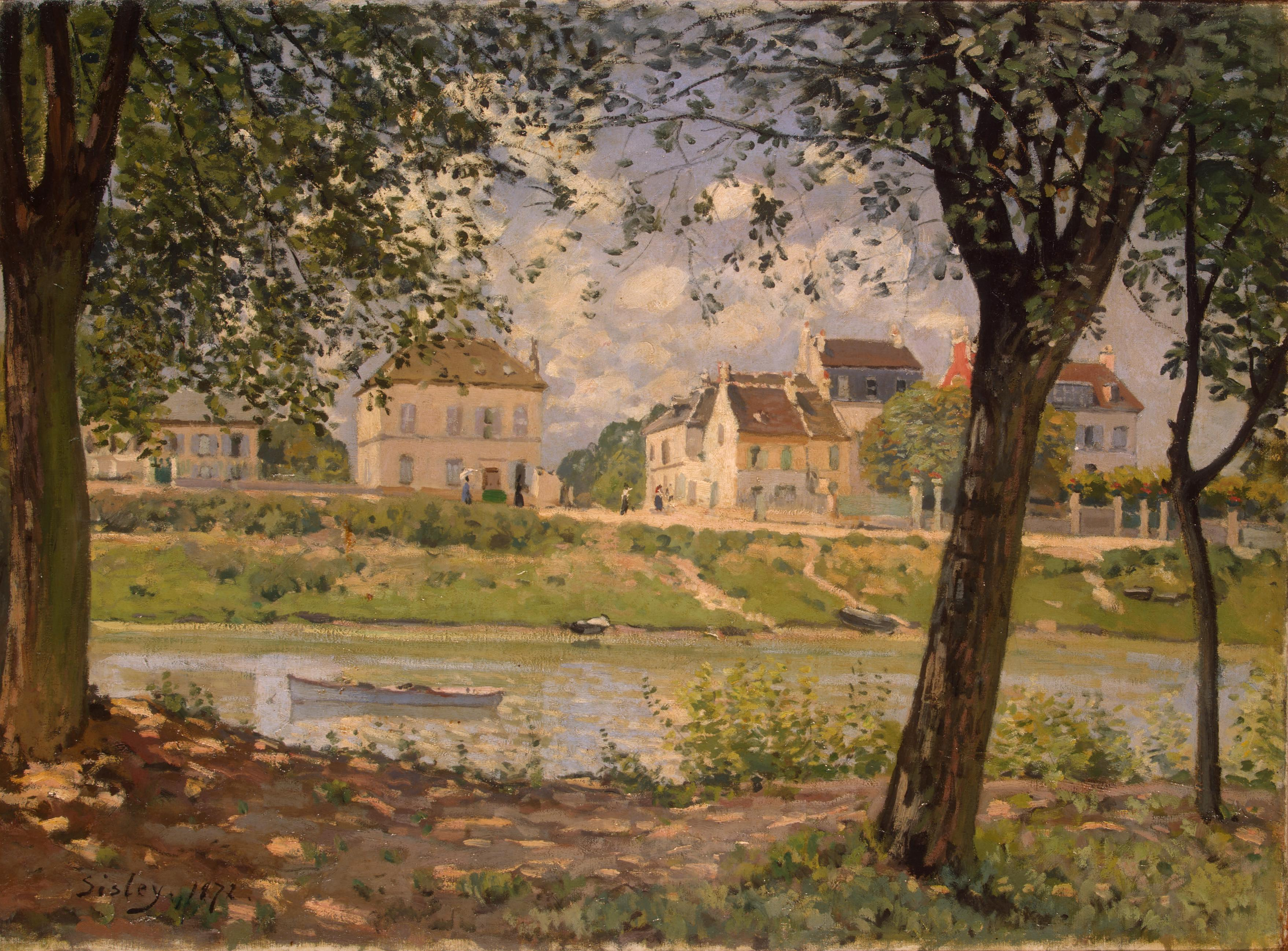
Villeneuve-la-Garenne par Alfred Sisley, 1872, musée de l’Ermitage
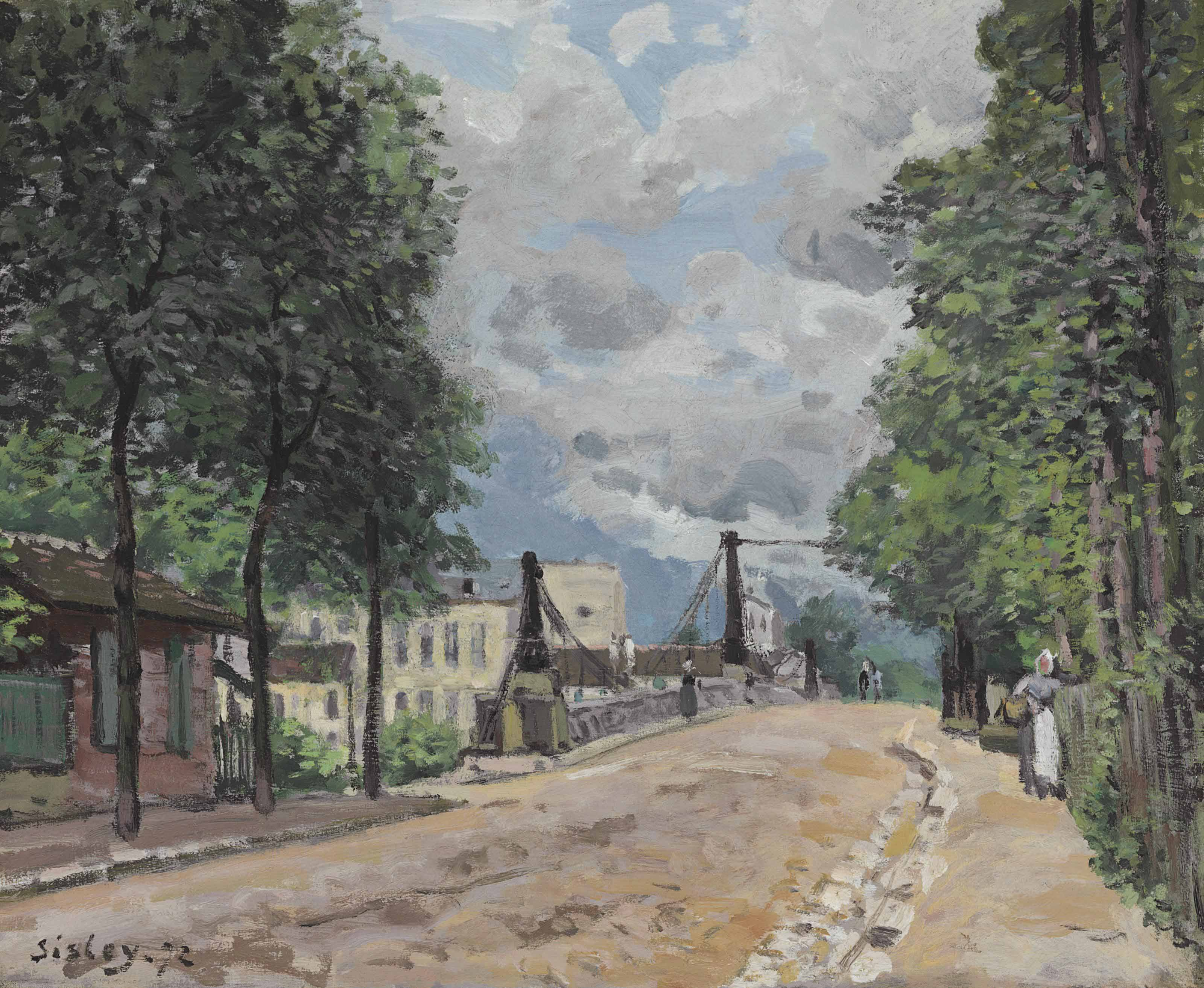
La Route de Gennevilliers par Alfred Sisley, 1872, collection particulière

## Description
Ce tableau semble représenter l'entrée de la commune de Villeneuve-la-Garenne et son avenue de Gennevilliers telle qu'elle était en 1872 depuis l'île Saint-Denis, ainsi que le pont qui liait les deux bourgs (actuel pont de l'Avenue de Verdun, l'ancienne Avenue de Gennevilliers). Le pont n'est aujourd'hui plus le même et peu de traces semblent nous faire penser qu'il s'agit de la même vue : celui-ci, construit en 1843 ayant été détruit aujourd'hui (le pont actuel a été construit plus tard en 1903-1905 en remplacement) et les maisons ayant été remplacées par de grands ensembles. On y voit des maisons villénogarennoises sur le flanc de Seine, dont le bâtiment retrouvable au premier plan était un ancien tabac, retrouvable sur d'anciennes cartes postales et aujourd'hui aussi détruit. On y voit aussi de nombreuses barques et bateaux en bas du tableau, rappelant l'importante activité batellière de la commune et de sa voisine îlodyonisienne. La vue de ce tableau semble avoir été peinte depuis l'actuelle prolongation en berge piétonne du Quai du Saule Fleuri, à l'Île-Saint-Denis.

## Provenance
Il a été acheté à l'artiste le 24 août 1872 par le marchand d'art Durand-Ruel (200 francs), qui l'a revendu à Jean-Baptiste Faure le 15 avril 1873 (360 francs). Il est passé à l'épouse de son fils Louis Maurice, qui l'a revendu au galeriste Georges Petit et à Durand-Ruel en 1919. Acquis par Alfred Bergaud, Paris, il est vendu par la Galerie Georges Petit, Paris, 1–2 mars, 1920, no. 56, pour 37 200 francs à Gérard Frères, avant d'être acquis par le politicien Fernand Bouisson en 1930. Sous le titre  La Seine à Bougival, il a ensuite été vendu à Sam Salz (en), New York, où il a été acquis en 1957 par Henry Ittleson Junior et sa femme, qui en ont fait don au Met en 1964.